# Peter Kleščík
Peter Kleščík (* 18. září 1988, Čadca) je slovenský fotbalový obránce od roku 2007 působící v FK AS Trenčín.

## Klubová kariéra
Svou profesionální fotbalovou kariéru začal v Sokol Raková, odkud v průběhu mládeže zamířil nejprve do FK Čadca, a poté do FK AS Trenčín. V roce 2007 se propracoval do prvního týmu.
S Trenčínem se představil v Evropské lize UEFA 2014/15. V sezóně 2014/15 vyhrál s týmem slovenský fotbalový pohár. Zároveň se stal ve stejném ročníku mistrem Fortuna ligy a mohl slavit zisk double. V sezóně 2015/16 s týmem Trenčína obhájil double, prvenství ve slovenském poháru i v lize.

## Reprezentační kariéra
Kleščík nastupoval za slovenské reprezentace U19 a U20.
V letech 2008-2009 oblékal dres slovenské reprezentace do 21 let.